# Attaque de Djibo (2023)
Pour les articles homonymes, voir Attaque de Djibo.
Insurrection djihadiste au Burkina Faso
Batailles
- Samorogouan
- Intangom
- Nassoumbou
- Ariel
- 1re Inata
- Loroni
- Gorom-Gorom
- Koutougou
- Arbinda
- Hallalé
- Markoye
- Dounkoun
- Boukouma
- 2e Inata
- Titao
- Opération Laabingol
- Namissiguima
- Madjoari
- Bourzanga
- Seytenga
- Gaskindé
- Tin-Ediar
- Tin-Akoff
- Aoréma
- Ougarou
- Namsiguia
- Noaka
- Koumbri
- 1re Djibo
- Tawori
- Mansila
- Nassougou
- Diapaga
- 2e Djibo

Massacres
- Yirgou
- Solhan
- Karma
- Komsilga, Nodin et Soroe
- Bibgou et Soualimou
- Barsalogho
- Solenzo
- Dori et Gorgadji

Attentats
- 1er Ouagadougou
- 2e Ouagadougou
- 3e Ouagadougou

L'attaque de Djibo a lieu le 26 novembre 2023 lors de l'insurrection djihadiste au Burkina Faso. L'issue des affrontements est indécise : les djihadistes du Groupe de soutien à l'islam et aux musulmans (GSIM) parviennent à s'emparer de la ville de Djibo et de son camp militaire, mais ils en sont chassés quelques heures plus tard après l'intervention des forces aériennes burkinabées.

## Déroulement
Depuis le début de l'année 2022, les djihadistes du Groupe de soutien à l'islam et aux musulmans (GSIM) imposent un blocus à la ville de Djibo, dans la province de Soum,. Celle-ci est ravitaillée ponctuellement par un pont aérien et des convois de l'armée,.
Le 26 novembre, vers 14 heures ou 15 heures, les djihadistes lancent une attaque d'ampleur contre le camp militaire de Djibo,,,. Trois postes militaires des Forces armées du Burkina Faso et un poste des miliciens des Volontaires pour la défense de la patrie (VDP) se retrouvent sous le feu des assaillants.
L'Agence d’information du Burkina Faso (AIB) parle d'une « horde de terroristes drogués à mort » et d'une attaque menée par « près de 3 000 criminels ». Pour Jeune Afrique, au moins 500 combattants prennent part à l'assaut, avec des pick-up, des motos et un véhicule blindé.
Les djihadistes mènent l'attaque sur plusieurs axes et parviennent à entrer dans l'enceinte du camp militaire,,. Un MRAP PUMA M26-15 (en) est utilisé comme voiture bélier pour enfoncer le mur d'enceinte sur le côté sud. Les djihadistes brûlent ensuite les baraquements, pillent du matériel et des munitions, puis emportent trois pick-up, un blindé, un dispositif d'artillerie à tubes et deux petits drones. La ville de Djibo, située à 4 kilomètres à l'est du camp, est également investie par les djihadistes,.
Les forces aériennes burkinabées répliquent cependant assez rapidement,. Un avion de reconnaissance DA62 MPP ou DA42 survole le camp et un ou plusieurs drones armés Bayraktar TB2 arrivent ensuite sur place,,. Ces derniers effectuent plusieurs frappes et causent de nombreuses pertes aux djihadistes, qui battent en retraite,,. Les combats s'achèvent au bout de deux ou trois heures,.
L'attaque est revendiquée le lendemain par le Groupe de soutien à l'islam et aux musulmans (GSIM).

## Pertes
Le bilan des pertes fait l'objet d'estimations divergentes, mais elles auraient été lourdes des deux côtés. Aucun bilan n'est communiqué par les autorités burkinabées. Le 1er décembre, le journal Le Monde cite la déclaration d'une source sécuritaire ouest-africaine qui affirme que « Traoré sait que si le bilan, très lourd, et le détail de l’attaque de Djibo étaient révélés avec précision, cela pourrait donner des idées à un autre militaire. Voilà pourquoi on voit toute cette machine de propagande qui travaille activement à étouffer l’incident ». Le lendemain, le gouvernement burkinabé ordonne la suspension de la diffusion du journal Le Monde dans tout le pays,.
Le lendemain de l'attaque, l'Agence d’information du Burkina Faso (AIB) affirme que « plus de 400 terroristes » ont été « décimés lors de la contre-offensive des Forces armées burkinabè »,,,. Cependant une source sécuritaire anonyme du journal Le Monde affirme qu'« à chaque attaque d’envergure, la junte maximise les pertes infligées à l’adversaire et minimise ou cache celle de ses soldats pour protéger son pouvoir ».
Le 28 novembre, Jeune Afrique indique que selon des sources militaires concordantes, au moins 22 soldats ont été tués et une quarantaine blessés. Du côté des djihadistes, une autre source sécuritaire fait état d'une cinquantaine de tués au moins.
Le même jour, l'AFP rapporte également que des sources sécuritaires burkinabées font état de la mort de « quelques » soldats et de « dizaines » de djihadistes.
Le Haut-Commissariat des Nations unies aux droits de l'homme annonce pour sa part un bilan d'au moins 40 civils tués et 42 blessés,. Les djihadistes et les forces aériennes burkinabées sont tous deux accusés par des habitants d'avoir causé des pertes civiles.
Dans un communiqué publié le 30 novembre, le Groupe de soutien à l'islam et aux musulmans revendique la mort de « dizaines » de militaires et la prise de six véhicules, d'un blindé et de onze motos. Il dément les chiffres publiés par l'agence burkinabée, mais reconnait la mort de « quelques dizaines de moudjahidin »,.

## Vidéographie
- [vidéo] Burkina Faso : au moins 40 civils tués dans une attaque jihadiste contre une base militaire à Djibo, France 24, 29 novembre 2023.